# Великий Бак Говард
«Великий Бак Говард» англ. The Great Buck Howard — кінофільм режисера Шона Мак-Гінлі, що вийшов на екрани в 2008 році.

## Зміст
Головний герой — молодий хлопець, який натхненний виставою мага, що виступає перед публікою за скромну винагороду. Він хоче вступити до нього в учні і почати осягати нелегку науку магії і фокусів. Однак це викликає крайнє несхвалення з боку батьків, які не розуміють вибір такої дивної «професії».

## Ролі
| Актор         | Роль                 |
| ------------- | -------------------- |
| Джон Малкович | Бак Говард           |
| Колін Генкс   | Трой Гейбл           |
| Емілі Блант   | Валері Бреннан       |
| Ріккі Джей    | Гіл Белламі          |
| Стів Зан      | водій лімузину Кенні |
| Том Генкс     | містер Гейб          |
| Гріффін Данн  | Джонатан Фінерман    |
| Дебра Монк    | Дорін                |
| Адам Скотт    | Алан Беркман         |
| Патрік Фішлер | Майкл Перрі          |

### У ролі самих себе
- Гарі Коулман
- Майкл Вінслоу
- Конан О'Браєн
- Джон Стюарт
- Девід Блейн
- Джордж Такеї
- Джей Лено
- Том Арнольд

## Знімальна група
- Режисер — Шон МакГінлі
- Сценарист — Шон МакГінлі
- Продюсер — Гарі Гоецман, Том Генкс, Марвін В. Акуна
- Композитор — Блейк Нілі